# Összeomlás (film)
Az Összeomlás (eredeti cím: Falling Down) 1993-ban bemutatott színes amerikai film Joel Schumacher rendezésében, Michael Douglas és Robert Duvall főszereplésével.

## Cselekménye
|  | Alább a cselekmény részletei következnek! |

A történet egyetlen nap alatt játszódik Los Angeles belvárosában. Főhőse William Foster (Michael Douglas), aki exfelesége, Beth (Barbara Hershey) kertvárosi házába igyekszik kislányuk születésnapjára, amikor a bedugult autósztrádán a forróságtól, a légyzümmögéstől és a kocsikban „rekedt” utasok látványától kiborul és kiszáll autójából: úgy határoz, gyalogosan teszi meg a hátralévő utat.
Kóborlása során agresszíven bánik a nagyvárosi élet mindennapos alakjaival – először baseballütővel zúzza szét egy koreai vegyesbolt tulajdonos üzletét, mert az eladó túl magas áron kínálta a Coca-Colát. Később gyanútlanul megpihen az egyik helyi bűnbanda szemétdombján, mire két rossz arcú bandatag provokálni kezdi – válaszul az ütővel kíméletlenül helybenhagyja őket. A támadók elmenekülnek, de rövid idő múlva társaikkal és fegyverekkel felszerelve, autóval Foster keresésére indulnak. Foster eközben egy utcai telefonról felhívja Beth-t, és közli vele, hogy hazatér a kislányuk születésnapjára. Beth ezt ellenzi, és igyekszik Fostert lebeszélni. Eközben a sarkon felbukkan a bandatagok kocsija, a bűnözők készenlétbe helyezik fegyvereiket, barátnőjüket kiteszik a járdára, és nagy sebességre gyorsítva, a kocsiból sortüzet zúdítanak az utcának arra a részére, ahol Foster telefonál. A sortűzben számos ártatlan kívülálló megsebesül, kirakatok törnek be, de Fostert egyetlen lövedék se találja el. A kocsit vezető bandatag eközben nem figyel az útra, és a kocsi több másik szembejövő járműbe csapódik. A karambolban a bandatagok súlyosan megsérülnek. Foster jéghideg nyugalommal odasétál a támadók ripityára tört autójához, és fölényes gúnyos megjegyzésekkel kísérve, magához veszi a bandatagok fegyverekkel teli táskáját, az egyik Uzival lábon lövi egyik korábbi támadóját, majd elhagyja a helyszínt.
William továbbra is igyekszik megtalálni a legrövidebb hazavezető utat, de közben minduntalan tárcsázza Beth számát – a nő azonban elutasító egykori férjével, sőt, egyenesen megretten a férfi hangjában rejtőző furcsa nyugalomtól. Foster ennek ellenére elhatározza, mindenképp hazatér, és továbbra is kíméletlenül számol le az útjába kerülő, ellenséges életformákkal.
A történet másik szála Martin Prendergast nyomozó (Robert Duvall) személye körül bontakozik ki. A rendőr éppen több évtizedes szolgálatának utolsó napját tölti az irodájában, másnap nyugdíjba vonul – hűséges társa, Sandra (Rachel Ticotin) legnagyobb bánatára. Prendergastot Yardley kapitányon és Lydecker nyomozón kívül mindenki szereti: előbbi azért nem, mert szolgálatát nagyrészt íróasztal mögött töltötte és sosem káromkodott, utóbbi pedig a rendőrállomány mindenkire féltékeny, nagyképű pojácája. Prendergast még utolsó napján is folyamatosan szócsatába keveredik szeretett feleségével, az izgága és neurotikus Amandával (Tuesday Weld), és kénytelen elszenvedni társai nyugdíjazás előtti, gyerekes csínytevéseit.
Azonban a Fosterről beérkező hírekre önkéntelenül is felfigyel, a saját szakállára kombinálni kezd és összefüggésbe hozza egymással a magas, nyakkendős férfiről beszámoló bűneseteket, arra a következtetésre jutva, hogy a hatóságoknak egy megszállott ámokfutóval van dolga. Kollégái azonban – hiába próbál jó szándékú tanácsaival és észrevételeivel beavatkozni – nem engedik közel a tűzhöz. Végül elhatározza, hogy Sandrával közösen akcióba lépnek, és felderítik az ügyet.
William folytatja különös menetelését: először egy gyorsétterembe tér be, ahol pisztolyt ránt, mert öt perccel a reggelifelszolgálás határideje után nem kap reggelit. Ezután egy neonáci fegyverimádó ruházati boltjába tér be. Az elmebeteg fanatikus (Frederic Forrest), miután megmenti attól, hogy a rendőrség leleplezze, titokzatos fegyverraktárába invitálja Fostert, ahol barátságot és egy vállról indítható rakétát kínál neki. Foster azonban elutasítja azon a címen, hogy ő csak egy családapa, aki minél gyorsabban haza akar jutni. Nick erre felbőszül, pisztolyt szegez a férfinek, és éppen megbilincselné, amikor Foster leszúrja, majd szitává lövi a kellemetlenkedő alakot. A gyilkosság – eddigi alakváltozása betetőzéseként – immáron végleg elmossa a józan nagyvárosi tisztviselő és a vadállati ösztönökkel rendelkező gyilkológép közötti vékony határvonalat. Foster számára ettől kezdve nincs visszaút: rakétavetővel felrobbant egy építkezést, öreg golfozókra ijeszt rá egy sportklubban, végül pedig behatol felesége lakásába. Beth a tengerparti sétányra menekíti kislányukat.
Foster, ahelyett, hogy utánuk rohanna, a lakásban felfedez egy régi családi videót, és könnyes szemmel nézni kezdi. Prendergast és Sandra, akik közben kinyomozták Liz címét, és arra a végkövetkeztetésre jutottak, hogy William hamarosan felbukkan itt, megszállják a házat. Prendergast, aki már leadta a fegyverét, csak óvatosan asszisztál, míg kolléganője kisebb tűzharcba bonyolódik Williammel, és kisebb találat éri. Prendergast, elmarva Sandra fegyverét, a menekülő William után veti magát.
Az események a tengerparton fejeződnek be. Fosterről kiderül, hogy valaha rakétákat tervezett, de egy hónappal ezelőtt elbocsátották állásából, és pénzszűkében van. Prendergast ügyes csellel lefegyverzi az ámokfutót, és biztonságba helyezi a családját. A két férfi végül szembekerül egymással. William úgy dönt, rátámad az idős rendőrre. Azonban csak kislánya vízipisztolyát rántja elő nadrágzsebéből, míg Prendergast, valós veszélyt sejtve, lelövi a férfit, aki a vízbe zuhan. Később kiderül, a családja így megkapja az életbiztosítását.
Prendergast megnyugtatja Foster családját, és nyugtázza, hogy Sandra csupán kisebb sérüléseket szenvedett. Az utolsó képsorok a Foster-család nappalijába vezetnek, ahol éppen a családi videó legmeghatóbb pillanatát láthatjuk: William boldog mosolyát („Végre mind együtt vagyunk”), s azt a múltat, amely nem ismétlődhetett meg a jelenben.

## Eszmeiség
Az Összeomlás formáját tekintve akcióthriller. A műfaj fő jellemzői a dinamikus dramaturgia, leleményes humor, erős feszültség és illeszkedő képvilág. Joel Schumacher ugyanakkor erős társadalomkritikai felhangokkal átszővi az alkotását, s filmje bizonyos mozzanataiban a globális világ jellemző sztereotípiáit és szituációit reprezentálja. A Foster által végrehajtott ámokfutás a fogyasztói társadalom visszásságaival (pl. vásárlói jogok csorbítása, emberidegen üzletpolitika), az emberi szolidaritás hiányára (érdekorientáltság, militarista fanatizmus, fajgyűlölet), a mindennapos közállapotokra (közlekedési fennakadás, lehangoló betonszerkezetes házakkal teli városrészek, elmagányosodás) fókuszál, s egyfajta „burkolt hadüzenet” a globalizmus ellen. Foster személy az önmagával és a világ működésével elégedetlen kisember sztereotípiája, akinek averziója a kompromisszumok nélküli erőszak alkalmazásában ölt testet, ám ez az öntudatára ébredt lény maga is elveszett, mivel a törvény fellép ellene és végül meg kell halnia. Schumacher hasonlóan a 2002-es A fülke című filmjében is súlyosan divergens konstellációt ábrázol gúnnyal és brutalitással ötvözve.

## Szereplők
| Szereplő                   | Színész          | Magyar hang    |
| -------------------------- | ---------------- | -------------- |
| William Foster             | Michael Douglas  | Harsányi Gábor |
| Martin Prendergast         | Robert Duvall    | Beregi Péter   |
| Elizabeth 'Beth' Travino   | Barbara Hershey  | Csere Ágnes    |
| Amanda Prendergast         | Tuesday Weld     | Tóth Judit     |
| Sandra Torres nyomozó      | Rachel Ticotin   | Tallós Rita    |
| Nick                       | Frederic Forrest | Barbinek Péter |
| Mrs. Foster, William anyja | Lois Smith       | Fodor Zsóka    |

## Díjak, jelölések
- Cannes-i fesztivál (1993)
  - jelölés: Arany Pálma – Joel Schumacher
- Edgar Allan Poe-Díj (1994)
  - díj: Edgar-díj (legjobb film) – Ebbe Roe Smith
- Camerimage (1993)
  - jelölés: Arany Béka – Andrzej Bartkowiak